# مونتانا تايلور
مونتانا تايلور (بالإنجليزية: Montana Taylor)‏ هو عازف بيانو وموسيقي أمريكي، ولد في 1903 في بوتي في الولايات المتحدة، وتوفي في 1954.

## وصلات خارجية
- مونتانا تايلور على موقع ميوزك برينز (الإنجليزية)
- مونتانا تايلور على موقع أول ميوزيك (الإنجليزية)
- مونتانا تايلور على موقع ديسكوغز (الإنجليزية)